# Zettelwitz
Die Wüstung Zettelwitz lag in der Gemarkung der Gemeinde Milda im Saale-Holzland-Kreis in Thüringen.

## Der Nachweis
Die Wüstung Zettelwitz ist um 1890 in der Nähe der Ortschaft Milda nachgewiesen worden. Der Platz der Kirche war damals noch erkennbar.